# Passé simple (album)
Pour les articles homonymes, voir Passé simple.
Albums de Michel Polnareff
Passé présent
(2003) Les 100 plus belles chansons de Michel Polnareff
(2006)
Passé simple est une compilation de Michel Polnareff sortie en 2004.

## Liste des titres
| No  | Titre                     | Durée |
| --- | ------------------------- | ----- |
| 1.  | Lettre à France           |       |
| 2.  | Tout tout pour ma chérie  |       |
| 3.  | Love Me, Please Love Me   |       |
| 4.  | L'Amour avec toi          |       |
| 5.  | Âme câline                |       |
| 6.  | Mes regrets               |       |
| 7.  | Le Bal des Laze           |       |
| 8.  | Comme Juliette et Roméo   |       |
| 9.  | Ça n'arrive qu'aux autres |       |
| 10. | Holidays                  |       |
| 11. | Le Roi des fourmis        |       |
| 12. | On ira tous au paradis    |       |
| 13. | Radio                     |       |
| 14. | Je t'aime                 |       |
| 15. | Qui a tué grand-maman ?   |       |
| 16. | La Mouche                 |       |
| 17. | Tam-tam                   |       |
| 18. | La Poupée qui fait non    |       |
| 19. | Goodbye Marylou           |       |